# Šerijatska sudačka škola u Sarajevu
Šerijatska sudačka škola (Mektebi-nuvvab) u Sarajevu, visoka islamska obrazovna ustanova u BiH. Osnovana je nakon austro-ugarskog zaposjedanja BiH 1878. godine. Osnovana je naredbom Zemaljske vlade Bosne i Hercegovine broj 23972 od 14. svibnja 1887. godine.

## Povijest
Prvu zgradu Šerijatske sudačke škole projektirao je Karlo Paržik u pseudomaurskom stilu. U zgradi je poslije smješten Muzej grada Sarajeva, a 1995. u zgradi se nalazi Fakultet islamskih znanosti Zemaljska vlada je osnivač i nadzorno tijelo Šerijatske sudačke škole, dok je upravljanje nastavom u dogmatičkim strukama prepušteno je neposredno reis-ul-ulemi. Da bi kandidat smio upisati školu, morao je imati ove uvjete: završena četiri razreda ruždije, ili niže gimnazije, te najmanje dvogodišnji tečaj medrese, a koji uspješno polože prijamni ispit. Školovanje je bilo petogodišnje. Nastava se više puta mijenjala i dopunjavala. Namjena osnivanja bila je izobrazba kandidata za službu šerijatskih sudaca (kadija) u Bosni i Hercegovini. Razlog osnivanja bio je radi popune praznine u osoblju nastalu prestankom osmanske vlasti i dolaskom Austro-Ugarske. Prije, tijekom i nakon zaposjedanja brojne su kadije napustile Bosnu i Hercegovinu, zbog čega je u uvjetima kad su šerijatski sudovi nastavili djelovati, nastao je manjak kadija. Osnivanje i pokretanje škole značilo je dobitak za obje strane: nova austro-ugarska vlast ovdašnje bosanske muslimane privlačila je k sebi a odvlačila od utjecaja Istanbula, te omogućavala osuvremenjenje općeg i vjerskog obrazovanja u novopripojenoj zemlji. Ovdašnji muslimani bili su na dobitku jer se omogućio kontinuitet školovanja, neometanost djelovanja šerijatskih sudova te osuvremenjenje muslimanskog školstva koje je zaostajalo za katoličko-zapadnim školstvom.
Osobe suvremene reformatorske islamske, književne, orijentalističke, pravne i društvene misli koja su obrazovale naraštaje svršenika ove škole su Hasan Spaho, Nedžib Smailbegović, Ibrahim Sirri Zafranija, Sejfulah Prohić, Ahmed Burek, Mehmed Teufik Azabagić, Sulejman Šarac, Mehmed Džemaluddin Čaušević, Muhamed Dizdar, Salih Safvet Bašić, Ali Kadić, Edhem Mulabdić, Osman Nuri Hadžić. Dio pitomaca ove ustanove stupilo je u službu šerijatskog suca. Podosta je nastavilo studirati, predmeta kao pravo, filozofiju i teologiju. Poznati učenici su Fehim Spaho, Abdulah Ajni Bušatlić, Ali Ćerimović, Salim Muftić, Mustafa Mujezinović, Muhamed Emin Dizdar, Ahmed Čokić, Hazim Muftić, Sakib Korkut, Derviš Buturović, Derviš Korkut, Osman Redžović, Šaćir Sikirić, Mehmed Pašić, Ibrahim Mehinagić, Ćamil Kamarić, Ibrahim Riđanović, Šaban Hodžić, Omer Mušić, Taib Okić, Mustafa Varešanović, Besim Korkut, Abdulah Škaljić i dr.

## Vanjske posvezice
- Šerijatska sudačka škola: dokaz visokog obrazovanja iz 19. st.